# Artur Szalpuk
Artur Szalpuk (Olsztyn, 20 marzo 1995) è un pallavolista polacco, schiacciatore del Projekt Warszawa.

## Carriera

### Club
La carriera di Artur Szalpuk comincia nel 2008 nel Wola Warszawa, per passare all'AZS Politecnica Varsavia, in Polska Liga Siatkówki, dalla stagione 2013-14, dove rimane per due annate.
Nella stagione 2015-16 passa al Czarni Radom mentre in quella successiva allo Skra Bełchatów e quindi, nell'annata 2017-18, al Trefl Gdańsk con cui si aggiudica la Coppa di Polonia. Ritorna al club di Bełchatów nella stagione 2018-19, sempre in PlusLiga, trionfando nella Supercoppa polacca, mentre in quella successiva difende i colori del Projekt Warszawa.
Dopo un'annata nella Superliha ucraina con lo Epicentr-Podoljany, con il quale conquista lo scudetto, fa ritorno al club di Varsavia conquistando nella stagione 2023-24 la Challenge Cup.

### Nazionale
Nel 2013 con la nazionale under 19 polacca si aggiudica la medaglia d'argento al campionato europeo 2013, quella d'argento al XII Festival olimpico estivo della gioventù europea e quella di bronzo al campionato mondiale.
Nel 2015 ottiene le prime convocazioni nella nazionale maggiore, con cui vince il bronzo alla Coppa del Mondo 2015, la medaglia d'oro al campionato mondiale 2018 e, nel 2019 il bronzo al campionato europeo e l'argento in Coppa del Mondo.  Nel 2025 mette al collo la medaglia d'oro alla Volleyball Nations League.

## Palmarès

### Club
- Campionato ucraino: 1

2021-22
- Coppa di Polonia: 1

2017-18
- Supercoppa polacca: 1

2018
- Challenge Cup: 1

2023-24

### Nazionale (competizioni minori)
- Campionato europeo under 19 2013
- Festival olimpico estivo della gioventù europea
- Campionato mondiale under 19 2013
- Memorial Hubert Wagner 2015
- Memorial Hubert Wagner 2016
- Memorial Hubert Wagner 2017
- Memorial Hubert Wagner 2018

### Premi individuali
- 2017 - Coppa di Polonia: Miglior servizio
- 2018 - Coppa di Polonia: Miglior attaccante
- 2018 - Memorial Hubert Wagner: MVP